# 古庄玄知
古庄 玄知（こしょう はるとも、1957年12月23日 - ）は、日本の政治家、弁護士。自由民主党所属の参議院議員（1期）。

## 来歴
現在の国東市生まれ。大分県立杵築高等学校、早稲田大学法学部卒業（奥島孝康ゼミ）。1982年に司法試験に合格し、1985年に弁護士を開業した。2008年に大分県弁護士会会長を務めた。大分朝日放送のコメンテーターを務めた。
2016年7月、第24回参議院議員通常選挙に大分県選挙区から立候補したが1,090票差で民進党現職の足立信也に敗れ落選。
2022年7月、第26回参議院議員通常選挙では国民民主党現職の足立を破り初当選を果たした。
2024年9月27日に行われた自民党総裁選挙において高市早苗の推薦人に名を連ねた。1回目の投票、得票数1位の高市と2位の石破茂が進んだ決選投票、いずれも高市に投じた。

## 政策・主張

### 憲法
- 憲法改正について、2022年のNHK、毎日新聞社のアンケートで「賛成」と回答[5][6]。
- 9条改憲について、2022年の毎日新聞社のアンケートで「改正して、自衛隊の存在を明記すべきだ」と回答[6]。9条への自衛隊の明記について、2022年のNHKのアンケートで「賛成」と回答[5]。
- 憲法を改正し緊急事態条項を設けることについて、2022年のNHKのアンケートで「賛成」と回答[5]。

### 外交・安全保障
- 敵基地攻撃能力を持つことについて、2022年のNHKのアンケートで「どちらかといえば賛成」と回答[5]。
- 普天間基地の辺野古移設について、2022年の毎日新聞社のアンケートで「賛成」と回答[6]。
- ロシアは2022年2月24日、ウクライナへの全面的な軍事侵攻を開始した[7]。日本政府が行ったロシアに対する制裁措置についてどう考えるかとの問いに対し、2022年のNHKのアンケートで「さらに強めるべきだ」と回答[5]。同年の毎日新聞社のアンケートで「今の制裁で妥当だ」と回答[6]。
- 2022年6月7日、政府は経済財政運営の指針「骨太方針」を閣議決定した。NATO加盟国が国防費の目標としている「GDP比2％以上」が例示され、防衛力を5年以内に抜本的に強化する方針が明記された[8]。「防衛費を今後どうしていくべきだと考えるか」との問いに対し、2022年のNHKのアンケートで「ある程度増やすべき」と回答[5]。

### ジェンダー
- 選択的夫婦別姓制度の導入について、2022年の毎日新聞社のアンケートで「反対」と回答[6]。同年のアンケートで「どちらかといえば反対」と回答[5]。
- 同性婚を可能とする法改正について、2022年の毎日新聞社のアンケートで「反対」と回答[6]。同年のアンケートで「どちらかといえば反対」と回答[5]。
- クオータ制の導入について、2022年のNHKのアンケートで「どちらかといえば反対」と回答[5]。

### その他
- アベノミクスについて、2022年の毎日新聞社のアンケートで「当面は継続すべきだ」と回答[6]。
- 「原子力発電への依存度を今後どうするべきか」との問題提起に対し、2022年のNHKのアンケートで「下げるべき」と回答[5]。
- 国会議員の被選挙権年齢の引き下げについて、2022年の毎日新聞社のアンケートで「反対」と回答[6]。

## 支援団体
- 全国たばこ販売政治連盟（2022年参院選組織推薦候補者）[9]

## 選挙歴
| 当落 | 選挙                     | 執行日         | 年齢 | 選挙区       | 政党       | 得票数     | 得票率 | 定数 | 得票順位 /候補者数 | 政党内比例順位 /政党当選者数 |
| ---- | ------------------------ | -------------- | ---- | ------------ | ---------- | ---------- | ------ | ---- | ------------------ | ---------------------------- |
| 落   | 第24回参議院議員通常選挙 | 2016年07月10日 | 58   | 大分県選挙区 | 自由民主党 | 27万693票  | 47.94% | 1    | 2/3                | /                            |
| 当   | 第26回参議院議員通常選挙 | 2022年07月10日 | 64   | 大分県選挙区 | 自由民主党 | 22万8417票 | 46.58% | 1    | 1/6                | /                            |